# 亞里古伊斯山脈國家自然公園

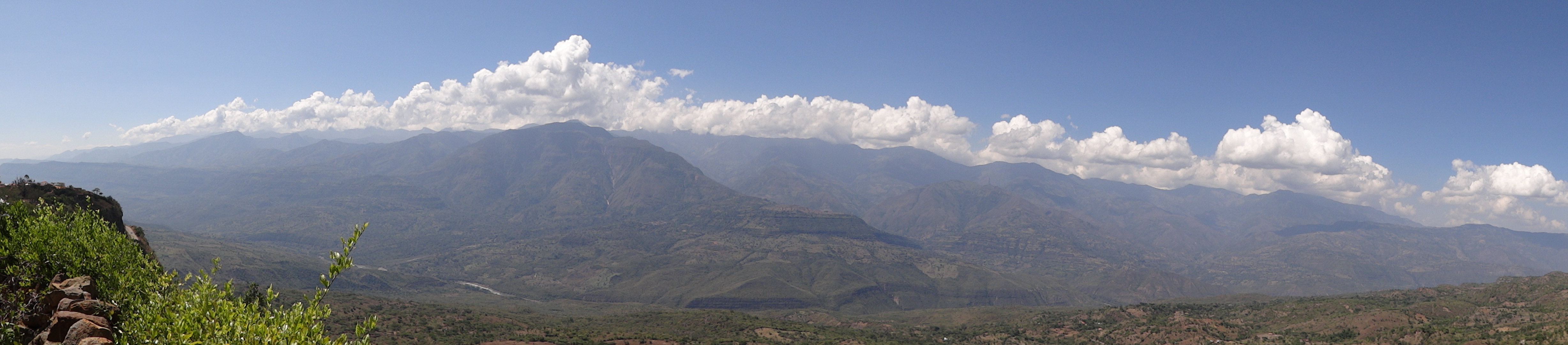

亞里古伊斯山脈國家自然公園（西班牙語：Parque nacional natural Serranía de los Yariguíes），是哥倫比亞的國家公園，位於該國北部桑坦德省，處於哥倫比亞東部山脈，成立於2005年4月18日，面積788.4平方公里。